# Marquesado de Villaverde de Aguayo
El marquesado de Villaverde de Aguayo es un título nobiliario español creado el 29 de febrero de 1820 por el rey Fernando VII de España a favor de Gonzalo de Aguayo Manrique y Calvo, hijo de Pedro Manrique de Aguayo y de su esposa y prima Ángela María Calvo y Calvo.
El título se concedió en recuerdo del concedido en 1627 por Felipe IV de España a su antepasado Juan de Aguayo, con la denominación original de «marquesado de Villaverde». La denominación actual de «Marquesado de Villaverde de Aguayo», es la que dio Francisco Franco en fecha desconocida de 1957 al sexto marqués, Fernando de Aguayo y Escalada.

## Marqueses de Villaverde de Aguayo
|                                                 | Titular                                         | Periodo                                         |
| Creación por Fernando VII                       | Creación por Fernando VII                       | Creación por Fernando VII                       |
| Marqueses de Villaverde (Denominación original) | Marqueses de Villaverde (Denominación original) | Marqueses de Villaverde (Denominación original) |
| ----------------------------------------------- | ----------------------------------------------- | ----------------------------------------------- |
| I                                               | Gonzalo de Aguayo Manrique y Calvo              | 1820-1871                                       |
| II                                              | Juan de Dios de Aguayo y Bernuy                 | 1871-                                           |
| III                                             | Fernando de Aguayo y Bernuy                     |                                                 |
| IV                                              | Mariano de Aguayo y Fernández de Mesa           |                                                 |
| V                                               | Francisco de Paula de Aguayo y Bernuy           |                                                 |
| Marqueses de Villaverde de Aguayo               |                                                 |                                                 |
| VI                                              | Fernando de Aguayo y Escalada                   | 1957-2015                                       |
| VII                                             | José María de Aguayo y de Escalada              | 2016-actual titular                             |

## Historia de los Marqueses de Villaverde de Aguayo
- Gonzalo de Aguayo Manrique y Calvo (1812-1871), I marqués de Villaverde.

Casó con su prima María del Rosario de Aguayo y Aguayo, III condesa de Villaverde la Alta. Contrajo un segundo matrimonio con María de los Dolores de Bernuy y Valda. Le sucedió, de su segundo matrimonio, su hijo:
- Juan de Dios de Aguayo y Bernuy, II marqués de Villaverde.

Casó con su prima María del Carmen de Bernuy y Valda, hija de Francisco de Paula de Bernuy y Valda, y de su esposa Ana Agapita de Valda y Teijeiro de Rocafull, X marquesa de Valparaíso, V marquesa de Albudeite, marquesa de Villahermosa, VI marquesa de Busianos, V condesa de Montealegre, X vizcondesa de Santa Clara de Avedillo. Sin descendientes. Le sucedió su hermano:
- Fernando de Aguayo y Bernuy, III marqués de Villaverde.

Casó con Catalina Fernández de Mesa y Alcántara. Le sucedió su hijo:
- Mariano de Aguayo y Fernández de Mesa, IV marqués de Villaverde.

Casó con María del Carmen de Bernuy y Jiménez de Coca, hija de Francisco de Paula de Bernuy y Aguayo, VIII marqués de Benamejí y de Feliciana Jiménez de Coca y Pérez. Le sucedió su hijo:
- Francisco de Aguayo y Bernuy, V marqués de Villaverde.

Casó con Camille Wuatelet y Maurin. Sin descendientes. Le sucedió, de su hermano José María, que había casado con María Manuela de Escalada y de La Bastilla, el hijo de ambos, por tanto su sobrino:
- Fernando de Aguayo y de Escalada (1924-2015), VI marqués de Villaverde de Aguayo (nueva denominación, desde 1957), conde de Villaverde la Alta, desde 1979, y XII mariscal de Alcalá del Valle, desde 1993, por ser nieto de María del Carmen de Bernuy y Jiménez de Coca, cuya hermana de María Teresa, condesa de Villaverde la Alta, trasmitió el condado hasta su descendiente Teodoro Martell y Olivares, último conde de Villaverde la Alta, que al morir sin descendencia hizo que los derechos al Condado recayesen en Fernando de Aguayo y de Escalada.

Casó con María Eulalia Merino Martínez. Sin descendientes. Le sucede su hermano en 2016:
- José María de Aguayo y de Escalada, VII marqués de Villaverde de Aguayo.